# Hwardijske (Chmelnyzkyj)
Hwardijske (ukrainisch Гвардійське; russisch Гвардейское Gwardeiskoje, polnisch Felsztyn) ist ein Dorf in der ukrainischen Oblast Chmelnyzkyj mit etwa 2200 Einwohnern (2015).

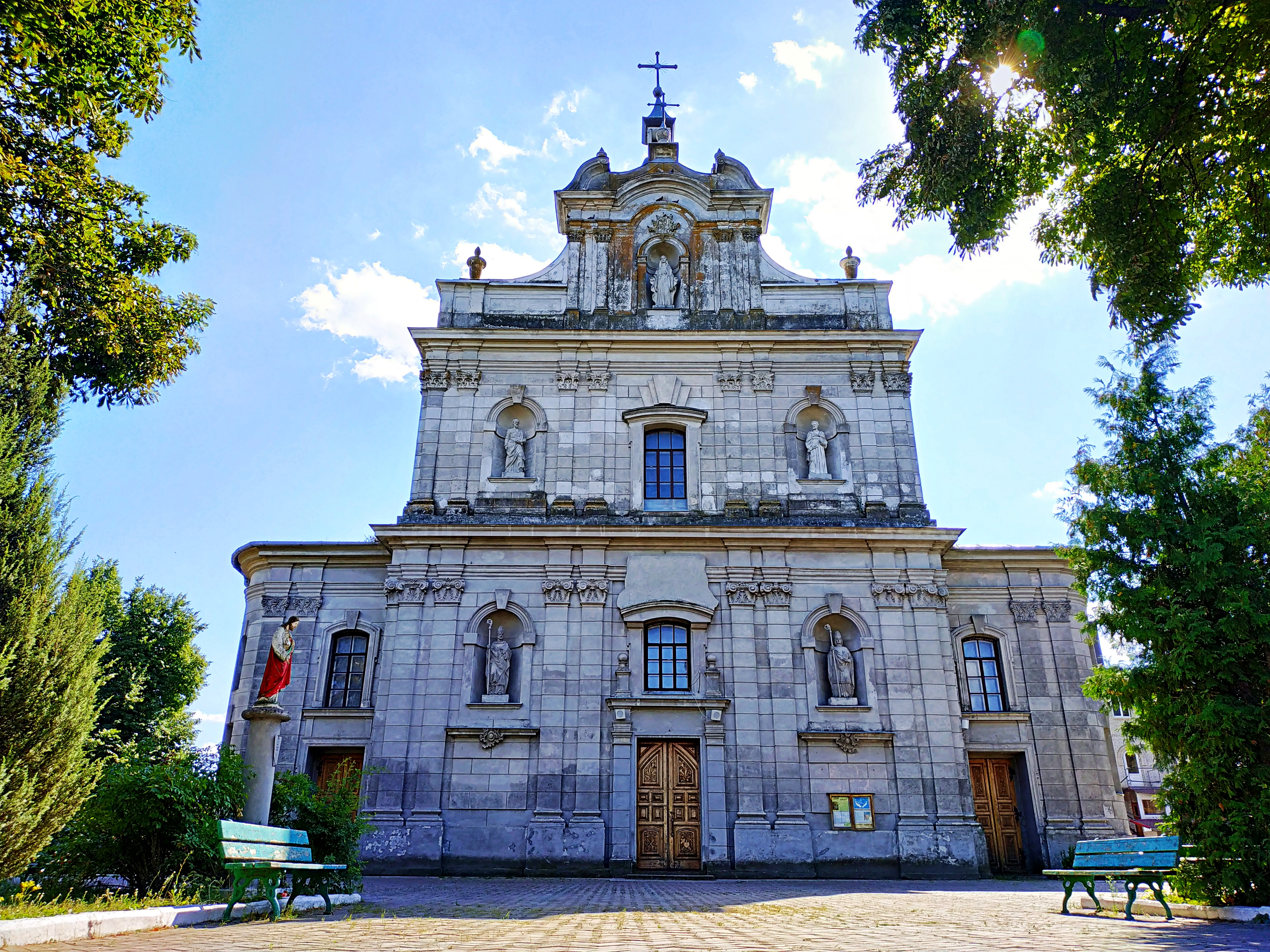
Kirche im Ort

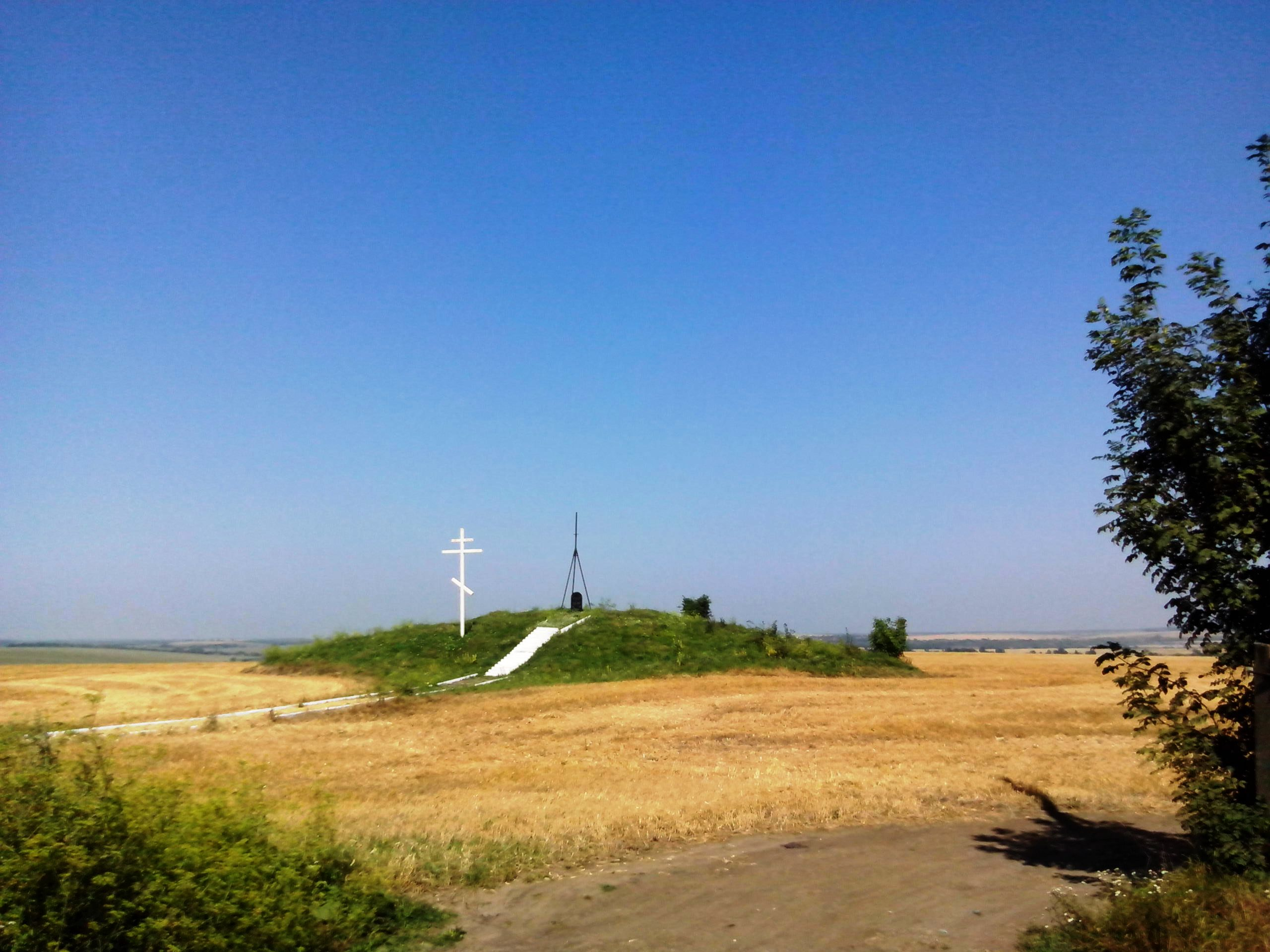
Messpunkt „Felsztyn“ des Struve-Bogens

Der Ort wurde im Jahr 1584 von Mikołaj (Nikolaus) Herburt gegründet und nach dem Sitz der Familie Herburt Felsztyn (dem heutigen Skeliwka) genannt. Am 7. März 1946 erfolgte die Umbenennung auf den heutigen Namen, zwischen 1921 und 1957 war der Ort das Rajonzentrum des Rajons Felschtyn (ab 1946 Rajon Hwardijske).
Bei Hwardijske befindet sich ein Messpunkt des Struve-Bogens, eines UNESCO-Welterbes.
Hwardijske liegt an der Territorialstraße T–23–02 etwa 23 km westlich der Oblasthauptstadt Chmelnyzkyj.

## Verwaltungsgliederung
Am 13. August 2015 wurde das Dorf zum Zentrum der neugegründeten Landgemeinde Hwardijske (Гвардійська сільська громада/Hwardijska silska hromada). Zu dieser zählen auch die 10 in der untenstehenden Tabelle aufgelisteten Dörfer, bis dahin bildete es zusammen mit den Dörfern Dobrohorschtscha, Naftuliwka und Nemytschynzi die gleichnamige Landratsgemeinde Hwardijske (Гвардійська сільська рада/Hwardijska silska rada) im Südwesten des Rajons Chmelnyzkyj.
Folgende Orte sind neben dem Hauptort Hwardijske Teil der Gemeinde:
| Name                     | Name       | Name                          |
| ukrainisch transkribiert | ukrainisch | russisch                      |
| ------------------------ | ---------- | ----------------------------- |
| Chomynzi                 | Хоминці    | Хоминцы (Chominzy)            |
| Danjuky                  | Данюки     | Данюки (Danjuki)              |
| Dobrohorschtscha         | Доброгорща | Доброгорща (Dobrogorschtscha) |
| Heletynzi                | Гелетинці  | Гелетинцы (Geletinzy)         |
| Naftuliwka               | Нафтулівка | Нафтуловка (Naftulowka)       |
| Nemytschynzi             | Немичинці  | Немичинцы (Nemitschinzy)      |
| Oleschkiwzi              | Олешківці  | Олешковцы (Oleschkowzy)       |
| Rajkiwzi                 | Райківці   | Райковцы (Raikowzy)           |
| Schutschkiwzi            | Жучківці   | Жучковцы (Schutschkowzy)      |
| Tschabany                | Чабани     | Чабаны                        |